# داگلاس دی‌سی-۸
داگلاس دی‌سی-۸ (به انگلیسی: Douglas DC-8) یک هواپیمای ساختِ کارخانهٔ شرکت هواپیماسازی داگلاس در کشور ایالات متحده آمریکا است که در سال ۱۹۵۸–۱۹۷۲ ساخته شد. نخستین استفاده‌کنندهٔ این هواپیما یونایتد ایرلاینز بوده‌است. این هواپیما برای نخستین بار در ۳۰ مه ۱۹۵۸ میلادی مورد استفاده قرار گرفت. در دهه ۹۰ میلادی از موتور سی‌اف‌ام اینترنشنال سی‌اف‌ام۵۶ به منظور به‌روز رسانی این هواپیما استفاده شده است. 